# Marco de aplicaciones
En la programación de computadoras, un marco de aplicaciones consiste en un marco de software utilizado por los desarrolladores de software para implementar la estructura estándar de una aplicación.
Los marcos de aplicaciones se hicieron populares con el auge de las interfaces gráficas de usuario (GUI), ya que estos tienden a promover una estructura estándar para las aplicaciones. A los programadores les resulta mucho más sencillo proporcionar herramientas de creación de GUI automáticas cuando se utiliza un marco estándar, ya que define la estructura del código subyacente de la solicitud con antelación. Los desarrolladores utilizan generalmente técnicas de programación orientadas a objetos para implementar estructuras de tal manera que las piezas únicas de una aplicación simplemente pueden heredar las clases de las preexistentes en el marco

## Software libre
Existen marcos de aplicaciones de software libre formando parte de Mozilla, LibreOffice, GNOME (Vala), KDE, NetBeans, Eclipse y XSP y Mono.